# Bezirksschülersprecher
Die Bezirksschülersprecher (kurz BSSP, Bayern: Bezi) sind die vorsitzenden Schülersprecher einer Stadt, eines Kreises und teilweise eines Regierungsbezirks. Sie existieren in dieser Form nur in NRW und Bayern.

## Bayern
Ein Bezirksschülersprecher und sein Stellvertreter werden in Bayern von den Schülersprechern der Schulen im Aufsichtsbezirk im Rahmen der Bezirksaussprachetagung (BAT) gewählt. Die Bezirke entsprechen den sieben bayerischen Regierungsbezirken, wobei der Regierungsbezirk Oberbayern wegen seiner Größe bei den Realschulen und Gymnasien in die beiden Schulaufsichtsbezirke „Oberbayern-Ost“ und „-West“ geteilt wurde (diese Aufteilung spaltet auch die Stadt München). Somit gibt es für diese Schularten acht Bezirksschülersprecher. Die FOS/BOS verfügen wegen der geringeren Zahl von Schulen nur über drei Bezirke. Bei den Hauptschulen gibt es noch eine Stadt-/Kreisebene mit eigenen Schülersprechern, um der hohen Zahl von Schulen gerecht zu werden. Für die sechs Schularten (Förderschule, Gymnasium, Realschule, Hauptschule, BOS/FOS und berufliche Schulen) gibt es in Bayern insgesamt 40 Bezirksschülersprecher und 40 Stellvertreter.
Die Bezirksschülersprecher werden etwa einen Monat nach der Wahl der Schülersprecher an den einzelnen Schulen auf ein Jahr gewählt. In der Praxis betrachten sich Bezirksschülersprecher und Stellvertreter als gleichberechtigt und nennen sich beide Bezirksschülersprecher.
Der Bezirksschülersprecher hat nach § 62 und 62a des BayEUG und § 13 der GSO folgende Aufgaben:
- Er übernimmt unbeschadet der Gesamtleitung durch den Ministerialbeauftragten den Vorsitz bei der Bezirksaussprachetagung.
- Er ist befugt, mit Zustimmung des Ministerialbeauftragten Informationen an die Schülersprecher der Schulen des Bezirks zu geben, soweit sie dem Erfahrungsaustausch und der Arbeit der Schülermitverantwortung an der einzelnen Schule dienlich sind.
- Er regt einen Erfahrungsaustausch bezüglich der die jeweilige Schulart betreffenden Angelegenheiten an.
- Er oder der Stellvertretende nimmt an der Landesschülerkonferenz teil.
- Er hat das Recht, von der Landesschülerkonferenz zum Landesschülersprecher oder stellvertretenden Landesschülersprecher gewählt zu werden.
- Er kann auf der Landesschülerkonferenz Anträge einbringen, wo sie als Positionen des Landesschülerrats in Bayern übernommen werden können.

Darüber hinaus engagieren sich viele Bezirksschülersprecher in der LandesschülerInnenvereinigung Bayern (Zusammenschluss der bayerischen Bezirksschülersprecher), die als Verein die Arbeit des Landesschülerrats in Bayern unterstützt.
Bezirksschülersprecher werden in Bayern seit 2008 offiziell für alle Schularten gewählt, 2007 gab es ein Pilotprojekt in Schwaben. Davor waren sie nur für die Gymnasien vom Kultusministerium anerkannt.
Die notwendigen Kosten der Wahrnehmung der Aufgaben der Schülermitverantwortung auf der Stadt-, Landkreis-, Bezirks- und Landesebene trägt der Freistaat Bayern im Rahmen der zur Verfügung stehenden Haushaltsmittel, regelt § 62a Absatz 10 des BayEUG.

## Nordrhein-Westfalen
Ein Bezirksschülersprecher in Nordrhein-Westfalen wird demokratisch gemeinsam mit dem Bezirksvorstand auf der Bezirksdelegiertenkonferenz (kurz BDK) von den Bezirksdelegierten gewählt, die mindestens zweimal im Jahr tagt. Gewählt wird er gemeinsam mit dem Bezirksvorstand für einen Kreis oder einer kreisfreien Stadt.
Die Anzahl, Mandatsdauer und Art der Aufgaben des Bezirksschülersprechers hängen von den Bestimmungen in der Satzung der jeweiligen Bezirksschülervertretungen ab.

### Politik
In der Rolle des Bezirksschülersprechers übernimmt man häufig repräsentative Aufgaben und tritt sowohl im Radio, in Zeitungen als auch in den sozialen Medien auf, um die Schülerinnen und Schüler im Kreis oder in der kreisfreien Stadt anzusprechen.
Bei Wahl zum Bezirksschülersprecher eröffnet sich die Möglichkeit, politisch aktiv zu werden und sich in die Kommunalpolitik einzubringen. Zahlreiche Bezirksschülervertretungen haben es bereits geschafft, einen Sitz im Schulausschuss ihres Kreises oder ihrer kreisfreien Stadt zu erhalten.

### Aufgaben
In einigen Bezirksschülervertretungen wird ein, oder auch gleich mehrere Bezirksschülersprecher gewählt, welche die Aufgabe der Koordination übernehmen. So ist es üblich, dass dieser auch als Vorsitzender des Vorstandes fungiert.
Bezirksschülervertretungen haben Anspruch auf Fördermittel vom Land. Die damit verbundenen institutionellen Kosten und Projektressourcen werden üblicherweise vom „BSV-Verantwortlichen“ oder dem „Projekt-Verantwortlichen“ unterzeichnet, der in der Regel der Bezirksschülersprecher ist.